# Taboo (rapper)
Taboo, pseudonimo di Jaime Luis Gómez (Los Angeles, 14 luglio 1975), è un rapper e attore statunitense, membro dei Black Eyed Peas.

## Biografia
Taboo è di discendenza messicana. Ha frequentato la Muscatel Middle School a Rosemead. Da bambino voleva essere un filantropo. Due giorni prima del trentatreesimo compleanno, Taboo ha sposato Jaymie Dizon a Pasadena il 12 luglio 2008. Con la moglie Jaymie il cantante ha avuto due figli: Jalen nel 2009 e Journey nel 2011. Ha un altro figlio da una precedente relazione, Joshua, che frequenta la South Pasadena High School.
Durante la sua giovinezza ebbe dipendenze, ormai superate, da droghe ed alcolici. Nel 2007 fu arrestato per guida in stato di ebbrezza. Dopo questa esperienza Taboo si dichiara completamente ripulito, ha infatti più volte rilasciato interviste in cui racconta delle sue dipendenze per sensibilizzare i giovani.
Nel 2011 ha pubblicato una sua autobiografia, "Fallin Up - My Story".
Ha collaborato insieme al marchio "JUMP" realizzando una linea di scarpe sportive chiamata "Taboo Deltah 3008".
Nel giugno 2014 gli è stato diagnosticato un cancro testicolare, da cui è guarito due anni dopo. L'esperienza l'ha portato alla composizione del singolo The Fight nel 2016.

## Carriera musicale

### Black Eyed Peas

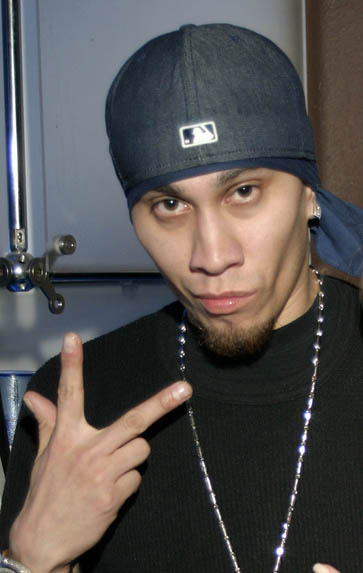
Taboo nel 2003

Entrò a far parte dei Black Eyed Peas nel 1995. I compagni apl.de.ap e will.i.am erano inizialmente in un gruppo chiamato Atban Klann, che in seguito cambiò nome in Black Eyed Peas, e ingaggiò come voce Kim Hill. Nel 2003, entrò nel gruppo anche Fergie in sostituzione di Kim, portando alla nuova denominazione The Black Eyed Peas. Taboo è famoso per le sue mosse di danza ispirate al kung-fu (Taboo pratica Jeet Kune Do ed è cintura nera di Ninjutsu) e per un particolare stile nell'abbigliamento.

### Da solista
Taboo annuncia di voler debuttare come solista nel 2008, con l'intenzione di pubblicare un album intitolato T.A.B.O.O.. Poi però l'album che era previsto per il 2010 viene spostato al 2012 e nel 2011 Taboo fornisce ulteriori informazioni e singoli, che però, potrebbero non ri-entrare nella tracklist definitiva dell'album. Il primo video musicale è stato quello di March 27 pubblicato nell'autunno 2011, e poco dopo viene pubblicato anche un nuovo singolo con il video: One Heart One Beat. Il video di You Girl arriverà nel giugno del 2012, mentre quello di My Tune, che è stato girato nel marzo 2012, non ha ancora una data di pubblicazione precisa.

### Collaborazioni
Ha collaborato in passato con Ryan Key degli Yellowcard per la canzone "Gotta Get It Now". Ha collaborato con il rapper David Rolas per la canzone "Morena", e con il rapper Fudge Dog per la canzone "Get It". Nel 2007, Taboo ha collaborato anche con Juan Luis Guerra per un remix della canzone "La Llave de Mi Corazón". Inoltre ha fatto un remix della canzone "La Paga" di Juanes, artista con il qualche ha spesso duettato. Nel 2012 ha prestato la voce nel singolo "I don't wanna dance" del DJ produttore Alex Gaudino. Nel 2010 ha preso parte alla registrazione della versione spagnola di "We Are The World" (intitolata "Somos El Mundo") insieme ai più importanti artisti latini di fama internazionale.

## Carriera da attore

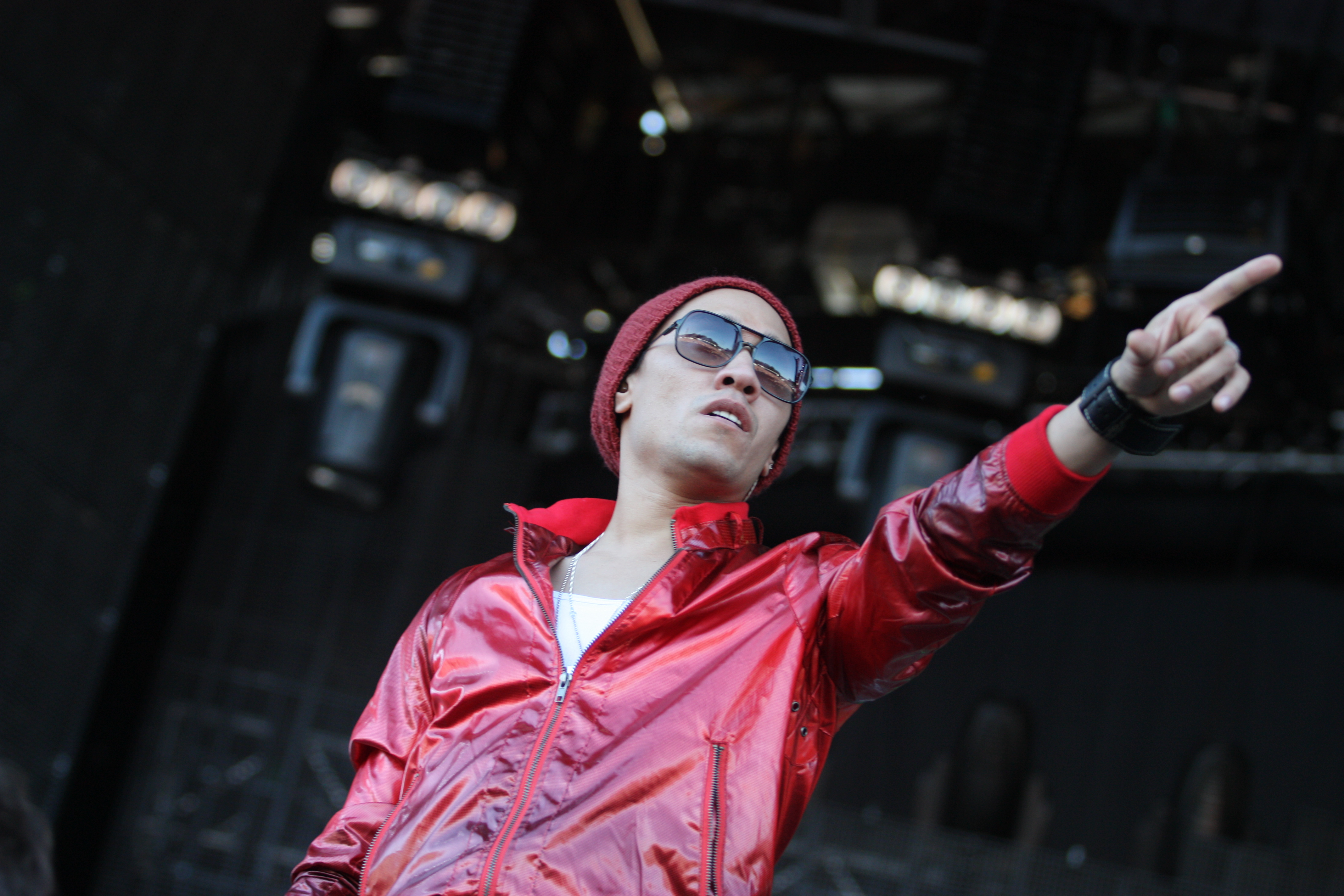
Taboo con i Black Eyed Peas nel 2009

La sua prima apparizione fu nel film Dirty con Wyclef Jean, in cui prendeva la parte di Ramírez. È poi apparso nel film Cosmic Radio, con attori come Michael Madsen, Wes Studi, Irene Bedard, Daryl Hannah e Ricardo Chavira. Ha interpretato il personaggio di Vega nel film Street Fighter - La leggenda del 2009.

## Discografia

### Con i Black Eyed Peas
- 1998 – Behind the Front
- 2000 – Bridging the Gap
- 2003 – Elephunk
- 2005 – Monkey Business
- 2009 – The E.N.D.
- 2010 – The Beginning
- 2018 – Masters of the Sun Vol. 1
- 2020 – Translation

### Da solista
Demo
- 2011 – You Girl
- 2012 – Change Ya Bubble
- 2012 – T.A.B.O.O.

Singoli
- 2008 – You Girl
- 2008 – Jump Off
- 2008 – Gotta Get It Now
- 2009 – Me gusta (o I Like That)
- 2009 – Suave
- 2010 – Bounce Ya Bubble
- 2011 – Mientes
- 2011 – March 27
- 2011 – Change
- 2011 – Breakdown
- 2011 – One Heart One Beat
- 2012 – My Tune

Video musicali
- 2011 – March 27
- 2011 – One Heart One Beat
- 2012 – You Girl
- 2012 – My Tune

## Filmografia
- 2005 – Be Cool - nel ruolo di se stesso
- 2005 – Dirty - nel ruolo di Ramirez
- 2009 – Street Fighter - La leggenda - nel ruolo di Vega
- 2012 - Che cosa aspettarsi quando si aspetta - cameo nel ruolo di se stesso

## Carriera da autore di fumetti
Taboo ha esordito come co-sceneggiatore nel 2020 con la miniserie dedicata al nuovo Licantropus, super eroe nativo americano membro della tribù di nativi americani Hopi la cui famiglia ha ricevuto una maledizione. Il cognome stesso del nuovo Licantropus, è lo stesso del rapper americano, Gomez.Questo nuovo personaggio è stato creato insieme allo sceneggiatore Benjamin Jackendoff e al disegnatore Scot Eaton. Successivamente Taboo ha fatto parte alla sceneggiatura e pubblicazione della mini-saga (sempre della casa fumettistica   Marvel)riguardante Spiderman, intitolata La città dei demoni, pubblicata tra il 2022 e il 2023.